# Üzemanyaggyártó baktériumok
Üzemanyaggyártó baktériumok kutatása már évek óta folyik. A szakemberek régóta foglalkoznak baktériumok ipari alapanyagok, például hidrogén vagy etanol termeltetése céljából végzett génmanipulálással, de a kísérletek hatásfoka nem volt megfelelő.
A butanol belső égésű motorok üzemanyagaként használható. A biobutanol biomasszából készíthető fermentációval baktériumok segítségével. Az izobutanol a butanol egy izomerje.
Amerikai kutatók (University of California, Los Angeles, US) olyan genetikailag módosított baktériumokat hoztak létre, amelyek széndioxidot fogyasztanak, izobutil-aldehidet termelnek. Az izobutil-aldehid az izobutanol alapanyaga, mely üzemanyagként hasznosítható.
A Synechococus elongatus nevű cianobaktérium genetikai örökítő anyagát módosították úgy, hogy az anyagcsere folyamatai végtermékeként izobutil-aldehidet termeljen. A génmódosítás során más baktériumokból származó anyagcsere enzim géneket juttattak a cianobaktériumba.
A cianobaktérium első lépésben a szén-dioxidot beépíti saját enzimjei segítségével, majd ezt követően a génmanipulációval szerzett enzimekkel három lépésben izobutil-aldehiddé alakítja át. Az izobutil-aldehidet könnyű kinyerni, mert gázfázisba vihető, s azt követően kondenzálható. Ez a módszer –a kutatók szerint – százszor hatékonyabb, mint a mesterségesen előmozdított etanol termelés.
Egy másik publikált eljárás szerint, a MIT (Massachusetts Institute of Technology) kutatói a Ralstonia eutropha nevű baktériummal kísérleteztek. Ha megfelelően módosítják a baktérium génállományát, akkor ez a baktérium is képes végtermékként izobutanol termelésre.
Az Ohio-i egyetemen (Ohio State University) is foglalkoznak hasonló kísérletekkel. A publikáció szerint a BP és a Dupont első közös terméke a biobutanol.
Az A.B.E fermentációval előállított butanolnál,  Clostridium acetobutylicum nevű baktériumot használnak.
Jelenleg nincs olyan kereskedelmi forgalomba gyártott gépjármű, mely 100%-ban butanollal működne (butanol üzemanyag). Az amerikai környezetvédelmi szabályok szerint a biobutanolt 11,5%-ig lehet keverni a benzinhez, az EU-ban ez a részarány: 10%.